# Pottia blanda
Pottia blanda là một loài rêu trong họ Pottiaceae. Loài này được (Hook. f. & Wilson) Müll. Hal. mô tả khoa học đầu tiên năm 1849.